# Charles Colin (Musiker, 1913)
Charles Colin (* 22. September 1913 in Salem (Massachusetts); † 7. Februar 2000) war ein US-amerikanischer Jazztrompeter, Musikpädagoge und Autor, der als Gründer der N.Y. Brass Conference bekannt wurde.
Colin begann mit elf Jahren Trompete zu spielen und studierte am New England Conservatory of Music bei Louis J. Kloepfel. Seine Karriere begann er Anfang der 1940er-Jahre in New York, als er in der WMCA Hausband spielte, bevor er dann zum Charlie Barnet Orchestra wechselte. In den folgenden Jahren war er vor allem als Trompetenlehrer und Coach für zahlreiche Musiker tätig, meist Mitglieder der Brass sections der Bigbands von Woody Herman, Raymond Scott oder Louis Prima. Daneben schrieb er mehrere Lehrwerke wie und Transkriptionen der Musik von Charlie Parker, Miles Davis, Lee Morgan, Clifford Brown, Louis Armstrong, Bix Beiderbecke, Art Farmer und Red Rodney. Zu Colins Büchern gehören u. a. 100 Original Warm-ups und Lip Flexibilities. 1973 gründete er die New York Brass Conference for Scholarships, eine gemeinnützige Organisation, die während eines dreitägigen Festivals die Höhepunkte der Blechbläser-Musik vorstellte.